# Stuart Hall (Soziologe)

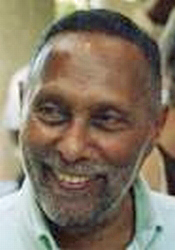
Stuart Hall

Stuart McPhail Hall (geboren am 3. Februar 1932 in Kingston, Jamaika; gestorben am 10. Februar 2014 in London) war ein britischer Soziologe und zählte zu den wichtigsten Intellektuellen marxistischer Orientierung. Als einer der Begründer und Hauptvertreter der Cultural Studies beschäftigte er sich vor allem mit kulturellen Praktiken und gab antikolonialistischen und antiimperialistischen Bewegungen wichtige Impulse. Er prägte den Begriff „Thatcherismus“ und war Mitbegründer der „New Left“. Stuart Hall galt als einer der führenden Kulturtheoretiker Großbritanniens.

## Leben
Hall wuchs in einer Mittelklassefamilie in Kingston auf. Seine Vorfahren waren Portugiesen, Juden, Afrikaner und Inder. Sein Vater Herman war der erste Nicht-Weiße, der bei United Fruit in Jamaika eine leitende Position innehatte, die des Hauptbuchhalters. Jessie, seine Mutter, hatte weiße Vorfahren und identifizierte sich mit dem Ethos eines imaginären, weit entfernten Englands. Hall erhielt eine klassische englische Ausbildung am Jamaica College in Kingston, dort lernte er englische Gedichte zu rezitierten, bevor er die Namen jamaikanischer Blumen kannte, gleichzeitig verbündete er sich mit dem Kampf für die Unabhängigkeit von der Kolonialherrschaft. 1951 begann er als Rhodes-Stipendiat an die Universität in Oxford Literatur zu studieren und lebte seit dem in England. Er gehörte zur Windrush-Generation - ein Begriff, der die Einwanderungswellen aus Westindien nach England in den Nachkriegsjahren beschrieb.
1956 brach er seine literaturwissenschaftliche Dissertation über Henry James ab und ging als Gründungsredakteur der marxistischen Zeitschrift New Left Review nach London. Von 1957 bis 1961 gehörte er dem Herausgeberkomitee der Zeitschrift an. In dieser Zeit begann er auch seine Lehrtätigkeit. Tagsüber arbeitete er als Lehrer in Brixton und bis spät in die Nacht für die in Soho ansässige New Left Review. 1961 wurde er Dozent für „Film und Medien“ am Chelsea College der Universität London - der erste Lehrauftrag überhaupt in England für „Film und Medien“ an einer Technischen Hochschule. Brixton und Soho erwiesen sich als anregend für ihn, Oxford hingegen nicht, und er begann mit seiner Arbeit über Populärkultur. The Popular Arts (1964), gemeinsam mit dem Medientheoretiker Paddy Whannel verfasst, eröffnete ein Forschungsfeld, das er in Birmingham weiterentwickeln sollte.
Auf dem Marsch der Kampagne für nukleare Abrüstung 1963 von Aldermaston nach London lernte er Catherine Barrett kennen, sie heirateten im folgenden Jahr. Ab 1964 war er am Centre for Contemporary Cultural Studies (CCCS) der Universität Birmingham. Von 1968 bis 1979 war er als Nachfolger von Richard Hoggart der dortige Direktor. 1964 hatte dieser das CCCS gegründet, um kulturelle Praktiken interdisziplinär zu untersuchen. Mit seiner Ernennung zum CCCS zogen sie nach Birmingham, wo ihre beiden Kinder, Becky und Jess, geboren wurden und wo sie bis 1979 lebten. In diesen Jahren wurde Catherine eine anerkannte Historikerin, und die Ehe erwies sich als eine Quelle großer Liebe und gegenseitiger Unterstützung. Ihre Wohnsitze in Birmingham und dann in London waren einladende Orte für ihre vielen Freunde.
1979 wurde er Professor für Soziologie an der Open University, angezogen von der Möglichkeit, Menschen zu erreichen, die durch das konventionelle Bildungssystem gefallen waren. Dort lehrte er bis zu seiner Pensionierung im Jahre 1997. In den Jahren 1995 bis 1997 war er Präsident der British Sociological Association.
Halls akademische Laufbahn war insofern bemerkenswert, als dass er sich institutionell gesehen immer am Rande des universitären Betriebes bewegte, aber schon bald zu den Big Names der britischen Sozial- und Kulturwissenschaften gehörte. Bezeichnend für seine eigentümliche Position war etwa, dass er nie seine Doktorarbeit vollendete – jedoch 17 Ehrendoktorwürden erhielt. Bekannt wurde Hall vor allem im Zusammenhang der am CCCS begründeten Cultural Studies, als deren bedeutendster Vertreter er angesehen wird.
2005 wurde er zum Mitglied der British Academy gewählt. Er starb am 10. Februar 2014, infolge von Komplikationen nach einer Operation wegen Nierenversagen, eine Woche nach seinem 82. Geburtstag.

## Stuart Hall als Autor
Die folgenden Abschnitte stellen die für Hall im Rahmen der Cultural Studies wichtigen Begriffe vor. Im theoretischen Zentrum seiner Arbeit stand die Suche nach einem angemessenen Verständnis der Entstehung und diskursiven Veränderung symbolischer bzw. kultureller Formationen, die für alle Individuen von ihren jeweiligen sozialen Positionen aus kodiert und dekodiert werden. Durch den Sprung von der Kolonialkultur in die imperiale Herrschaftskultur brachte er das nötige Sensorium für solche Fragen mit. Dementsprechend bezeichnete er sich selbst auch als „Diaspora-Intellektuellen“.
In der Art der textlichen Produktion nahm Stuart Hall eine Sonderstellung ein. Er hat keine einzige Monographie verfasst, dafür aber eine große Menge an Artikeln in essayhafter Form, die vielfach disziplinübergreifend und stark philosophisch geprägt sind. Oft war er auch nicht als alleiniger Autor verzeichnet, da er großen Wert auf gemeinschaftliches Arbeiten legte.
Von Terry Eagleton wurde er weniger als ein origineller Denker, denn als brillanter „bricoleur“ bezeichnet, einer der einfallsreich mit den Ideen Anderer bastelt: “He does stand for all the Right Things in the arena of cultural studies: impeccably anti-essentialist, anti-totalising, anti-reductionist, anti-naturalist and anti-teleological.”

## „Kultur“ in den Cultural Studies
Der Beginn der Cultural Studies fällt zusammen mit der Gründung des Centre for Contemporary Cultural Studies (CCCS), das Richard Hoggart 1964 ins Leben rief. Als bekanntester Vertreter oder Kopf des Institutes galt aber Stuart Hall. Als Vertreter der Cultural Studies befasste er sich in seinen Schriften mit Fragen der Kultur, Macht und Identität.
Das Forschungsfeld der Cultural Studies ist Kultur im weitesten Sinn. Für einen ihrer Gründungsväter, Raymond Williams, stellt Kultur eines der kompliziertesten Wörter der englischen Sprache dar. In seinem Buch The Long Revolution bricht er mit der Vorstellung einer Entgegensetzung von hoher und niedriger Kultur bzw. mit der Vormachtstellung der hohen Kultur. Für Hall war dies eine wichtige Zäsur, in deren Folge er sich oft mit Populärkultur beschäftigte. Er selbst schreibt, in The Long Revolution würde das Konzept von Kultur demokratisiert werden: Dieses „besteht nicht länger aus der Summe des ‚Besten was je gedacht und geschrieben wurde‘, als Höhepunkt einer entwickelten Zivilisation – das Ideal von Perfektion, nach dem in der früheren Bedeutung alle strebten. […] ‚Kultur‘ in diesem speziellen Sinn, ist etwas ‚Gewöhnliches‘.“
Das sogenannte „magische Dreieck“ der Cultural Studies setzt sich aus der Trias Kultur-Macht-Identität zusammen. Alle Formen von Kultur fungieren als Material individueller Identitäten sowie sozialer Bewegungen und bestimmen ihre Ausprägungen. Eine strenge Definition von Kultur gibt Hall nicht. Er versucht den Begriff so offen wie möglich zu halten und erweitert ihn über seine eigenen Grenzen. So antwortet er auf die Frage, was für ihn das Spezifische an den Cultural Studies sei: „Ich glaube, die Frage der Politik des Kulturellen oder der Kultur des Politischen kommt dem Begriff sehr nahe oder steht im Zentrum der Cultural Studies.“
Für Hall ist ohne theoretische Arbeit keine Intervention in hegemoniale Prozesse bzw. eine Veränderung der sozialen Praxis möglich: „Cultural Studies gehen davon aus, daß es einer Menge an theoretischer Arbeit bedarf, um die Dunkelheit des Offensichtlichen zu erhellen.“ Dabei muss die Theorie den minimalen Abstand zu unserer Alltagskultur vergrößern, denn gerade weil sie uns so nahe ist, bleibt sie in der Regel im Dunkeln. Erst die Distanzierung durch das Instrument der Theorie, so die These der Cultural Studies, kann ein Verständnis der Alltagskultur ermöglichen. Daher die bei Hall unterschiedliche Quellen nutzende Begriffsarbeit, z. B. mit der Repräsentation und Artikulation, mit dem Kodieren und Dekodieren und mit den schwebenden Signifikanten im 'Rasse'-Diskurs.

## Soziale Praxis produziert Bedeutungen
Der springende Punkt für Hall besteht darin, dass wir unsere Umgebung nicht „an sich“ wahrnehmen können, sondern immer nur vermittelt durch ein Netz von Bedeutungen, Wertungen und daher: Vor-Urteilen. Die Umwelt ist nie der Ort von „ursprünglichen“ oder „objektiven“ Bedeutungen, sondern wir sind es, die durch kulturelle Praxis Bedeutung verleihen, Sachverhalten eine bestimmte Bedeutung zuschreiben. Wenn diese Zuschreibungen über einen langen Zeitraum hinweg bestehen, könne es scheinen, als ob manche von ihnen „natürlich“ oder „unausweichlich“ seien. Da solche Zuschreibungen immer kulturell, sozial und sprachlich etabliert werden, befinden sie sich aber unaufhörlich in einem langsamen Wandel und werden nie ganz zu fixieren sein.
Die erkenntnistheoretische und linguistische Dimension der Entstehung kultureller bzw. symbolischer Formen untersuchen die Cultural Studies mit dem Begriff der Repräsentation. Repräsentation ist die Produktion von Bedeutungen durch soziale Praxis und Sprache und die Festigung dieser Repräsentation der sozialen Welt in einer Kultur.
Kulturelle Formen repräsentieren bestimmte Erfahrungen der sozialen Welt, aber die Bedeutung von Repräsentation als „Stellvertretung für etwas“ tritt für Hall in den Hintergrund. Repräsentationen bestehen erstens aus unseren Gedanken von etwas, aus „concepts and images“, zweitens aber aus dem Austausch unserer Gedanken im Medium der Sprache. Die Verbindung zwischen beiden ist das, was Hall als Repräsentation bezeichnet. Repräsentation ist für Hall vor allem ein Prozess, eine permanente Veränderung der Bedeutungen in der Kommunikation.
Dieses Modell der Repräsentation dreht die übliche lineare Aufeinanderfolge (erst ein Ereignis außerhalb von uns, dann die Bedeutung) um: Nur die schon mit Bedeutungen operierende Sprache ermöglicht es uns, unsere Wahrnehmungen zu beschreiben und damit Bedeutungen zeitweilig zu fixieren. Ereignisse existieren für uns nur durch die Form und in der Form der Repräsentation, in der Sprache. Daher haben für Hall „Kulturindustrien und kulturelle Repräsentationsregimes eine konstitutive und keine bloß reflexive, erst nach dem Ereignis auftretende Rolle“. Die Theorie der Repräsentation operiert daher mit einem gemäßigten Konstruktivismus.

## Bedeutungen werden „artikuliert“
Mit der Untersuchung von Mechanismen der Artikulation von Bedeutungen betreten die Cultural Studies das Feld der Hegemonie-Analysen. Unter Artikulation versteht Hall die Verknüpfung von sozial relevanten Bedeutungen zur Identität einer sozialen Gruppe im Kontext einer diskursiv stabilisierten oder de-stabilisierten Formation von Hegemonie.
Ein Beispiel für eine umfassende kulturelle Artikulation von Bedeutungen ist jede Nationalkultur. Sie werde diskursiv konstruiert und ein Identitäts-Diskurs müsse dafür verschiedene Aufgaben lösen: Aus den vorhandenen differenten Elementen der Teilkulturen einer Gesellschaft (Zugehörigkeit zu verschiedenen Klassen, Rassen, Ethnien, Geschlechtern) müssten jene Einstellungen und Verhaltensweisen bis hin zur Genderformierung und Sexualität „artikuliert“, also ausgewählt, möglichst widerspruchsfrei verbunden und verstärkt werden, die den hegemonialen Interessen am besten zuarbeiten. Andere aber müssen unterdrückt werden, sofern sie diese Ausrichtung stören. Und „die Unebenheiten einer turbulenten und umstrittenen Historie“ würden narrativ in eine sinnvolle und „zeitlose Kontinuität“ umgedeutet „und auf diese Weise (ein) Triumph noch in der Katastrophe erblickt.“ Hall konkretisiert seinen Befund am Beispiel der im britischen Imperialismus des 19. Jh. allmählich vom Rassismus durchsetzten nationalen Kultur, am Beispiel von Americaness und Englishness, an den Weltkriegsschlachten der Somme und bei Dünkirchen sowie am Falklandkrieg.
Der Begriff der Artikulation der Cultural Studies hat sich ab den 70er Jahren aus der Debatte rund um das Problem des marxistischen Reduktionismus von kulturellen bzw. „Überbau“-Formen auf eine bestimmte „ökonomische Basis“ entwickelt und bildet sozusagen “a sign to avoid reduction”, ein Hinweis zur Vermeidung von Reduktion: Das meist naiv verstandene marxsche Dictum des „das Sein bestimmt das Bewusstsein“ machte das Rätsel unlösbar, weshalb abhängige Klassen im Kapitalismus kein revolutionäres Bewusstsein entwickelten. Artikulation ist ein theoretischer Ansatz, um deterministische Marx-Auslegungen zu lockern und liegt damit auf der Linie von postmarxistischen Strömungen, vor allem von Ernesto Laclau (Politik und Ideologie im Marxismus. Kapitalismus – Faschismus – Populismus), der die theoretischen Stränge von Marx, Gramsci und Althusser verknüpfte. Im Anschluss an Althusser und Laclau entwickelt Hall den Artikulationsbegriff von einer unspezifischen Metapher zu einer Theorie weiter, indem er sie als ein analytisches Instrument und als Weg für hegemoniale Interventionen zusammenführt.
Auch die Bildung ethnischer Identitäten funktioniert als Artikulation unterschiedlicher Elemente: Die Konstruktion und Dekonstruktion von Identitäten (Was macht uns aus? Was gehört zu uns? Wer sind wir? Zu wem können wir werden?) sei, sich hier auf Jacques Derrida beziehend, ein zentraler Kampfplatz der Kulturpolitik.

## Artikulationen werden individuell gelesen
Entscheidend für die Möglichkeit einer linken Politik sei der Spielraum der Re-Artikulation von Diskurselementen, das Potenzial für die Auflösung vorhandener und die Neu-Bildung bisher stabiler historischer Blöcke. Diese Bedingungen der Möglichkeit von Widerstand untersuchte Hall mit dem von ihm geschaffenen Kommunikationsmodell Kodieren/Dekodieren. In der Landschaft der damaligen Medientheorie zeichnete sich durch diese Richtung eine Wende der Fragestellungen ab, weg von der Technik-Analogie und hin zur Politik: Das damals übliche Kommunikations-Modell ging von einer unidirektional Sender-Nachricht-Empfänger-Struktur aus, die auf Harold Dwight Lasswell (Who says what in which channel to whom with what effect?) zurückging. Anstelle der Sender-Nachricht-Empfänger-Beziehung setzt er die Funktionen von Kodieren und Dekodieren. Dadurch wird das Prozesshafte der Artikulation und der Neuverbindung unterschiedlicher Elemente betont. Hall wendet sich damit gegen ein deterministisches Verständnis von Bedeutung in Kommunikationsprozessen. Er betont immer wieder die mehrschichtigen und multireferentiellen Aspekte von Bedeutung, die sich je nach Kontext ergeben können:
Der Ausgangspunkt der von Hall geleiteten „Media Group“ am CCCS war die Erkenntnis, dass die Medien im hegemonialen „Kampf um Bedeutung“ oder im „Kampf im Diskurs“ eine elementare Funktion erfüllen. Wie stark der Einfluss von Medien auf den Alltagsverstand ist, lässt sich kaum überschätzen – aber auch im Einzelfall nicht voraussagen – angesichts ihrer Produktion sozialen Wissens, der Festigung von Werten, Bildern, Klassifikationen, Lebensstilen und Identitäten.
Soll ein Ereignis in den Nachrichten gezeigt werden, so muss es zuerst einmal in „Nachrichtenform“ gebracht werden und „den Regeln eines Fernsehapparates entsprechend“ verbildlicht werden. Gleichzeitig muss dieses transponierte Geschehnis auch vor einem gesellschaftlichen Diskurshorizont mit seinen zur Verfügung stehenden Bedeutungen eingeordnet bzw. kodiert werden. Je nachdem, ob diese Kodierung und der individuell verfügbare Diskurshorizont Überschneidungen aufweisen, wird die Nachricht dekodiert, mit individuellen Bedeutungen versehen verstanden. Die relative Autonomie der Konsumenten drückt sich darin aus, dass Hall ihnen drei idealtypische Lesarten zurechnet: eine sich unterordnende Vorzugslesart, eine ausgehandelte Lesart mit partiellen Abweichungen der Dekodierenden und eine oppositionelle Lesart.
Schlussendlich lassen sich die drei wesentlichen Thesen von Halls Ansatz so zusammenfassen: 
- 1. Bedeutung wird vom Urheber oder – veraltet – dem „Sender“ einer Nachricht nie völlig allein determiniert.
- 2. Eine Nachricht ist wegen ihrer Kodierung zusammen mit anderen Diskurselementen nie vollkommen transparent.
- 3. Der Empfang einer Nachricht ist kein passiver Vorgang, sondern ein Prozess individueller Decodierung mit drei idealtypische Lesarten. Eine linke Politik hat demnach einen Spielraum für die Re-Artikulation von Diskurselementen, wenn sie sich im Kampf um Bedeutungen engagiert.[36]

## Lesarten werden ethnisch vermittelt
Die Kodierung und Dekodierung von kulturellen Elementen findet im Rahmen von ethnisch bestimmten sozialen Praxen statt. Unter Ethnie versteht Hall eine bestimmte Art von Differenz bzw. Übereinstimmung (gemeinsame Sprachen, Traditionen, religiöse Überzeugungen, Sitten, Rituale), die einzelne Gruppen verbinden. Der Begriff der Ethnie, der stets in Gefahr sei, „die Kultur in Richtung der Natur abgleiten zu lassen“, sei in den USA in den 1960er und 1970er Jahren sehr umstritten gewesen, kehre aber jetzt (1994) mit den Einwanderungswellen aus Mittel- und Südamerika, der Karibik und aus Asien in einer positiven Neubewertung zurück.
Für die Anerkennung des Stellenwerts, den „Geschichte, Sprache und Kultur für die Konstruktion von Subjektivität und Identität“ einnehmen, benutzt Hall mit Absicht den vorbelasteten Ausdruck „Ethnizität“. Er schreibt eine andere Art der Differenz in diesen Begriff ein, um ihn dem Pejorativ des rassistischen Diskurs´ zu entreißen. Die vom Rassismus konstruierte Differenz – zwischen schwarz und weiß beispielsweise – ist eine starre, unüberbrückbare, während Hall von einer Differenz spricht, die angelehnt ist an die différance von Jacques Derrida. Daraus folgt eine Entkoppelung der „Ethnizität“ von Rassismus, Nationalismus, Imperialismus und Staat, mit der konsequenten Feststellung, dass „wir alle von einer bestimmten gesellschaftlichen Position aus sprechen, aus einer bestimmten Geschichte heraus, aus einer bestimmten Erfahrung, einer bestimmten Kultur […]. In diesem Sinne sind wir alle ethnisch verortet, unsere ethnischen Identitäten sind für unsere subjektive Auffassung darüber, wer wir sind, entscheidend.“
Spricht man nun aber von „ethnischen Minderheiten“, etabliere sich eine binäre Struktur, in der eine dominante weiße Mehrheit, also die Ethnie der Weißen, zu einem Maßstab erhoben wird, der als sozialer Sonderfall gar nicht mehr wahrgenommen werden kann: In einer weißen Mehrheitsgesellschaft führt die Artikulation der dominanten Hautfarbe mit „Normalität“ zur Unsichtbarkeit weißer Haut und der mit ihr verknüpften gesellschaftlichen Vorteile. Diesen „toten Winkel“ füllt Hall, indem er den Gebrauch des Begriffs der Ethnizität erweitert und jedem Individuum eine ethnische Herkunft mit bestimmter Geschichte und Erfahrung zurechnet: in den USA und in Europa ist die Ethnie der Weißen die umfangreichste.
Ethnien sind für Hall ambivalente soziale Formationen, da sie Identitäten im politischen Kampf konstruieren und mobilisieren, aber ebenso auch in ein sich ausweitendes „fragmentierendes Feld von Antagonismen“, in Konflikte um die soziale Hierarchisierung von Ethnien, also in interethnischen Rassismus verwandeln können. In besonderer Schärfe treten die Konsequenzen dieser Mechanismen der Artikulation und Kodierung/Dekodierung bei der Konstruktion von kultureller Identität und 'Rasse' zu Tage. Halls Analysen zur Identität versuchen nicht so sehr, das einzelne Individuum zu begreifen, sondern sie berücksichtigten immer Identitätsbildungen in der Beziehung zwischen Selbst und Anderen. So ist z. B. die Körperbeschreibung „schwarz“ schon „eine wesentlich politisch und kulturell konstruierte Kategorie“: der schwarze Körper ist immer schon ein diskursiv überformter Körper, ein mit sozialen Erwartungen, mit zugeschriebenen Eigenschaften, Stärken, Schwächen und Ängsten verknüpfter Körper. Im Schwarzsein werden Bedeutungen mit der Körperfarbe verbunden, also „artikuliert“ (siehe oben) und diese Konstruktion von Schwarzheit sei, sich hier auf Ernesto Laclau berufend, zentral für den Aufbau von Hegemonie. Ein sich fortwährend änderndes, „gleitendes“ Zusammenspiel von körperlichen Merkmalen und alltäglicher Diskriminierung vor dem Hintergrund sozialhistorisch entstandener Benachteiligungen versteht Hall als „rassischen Diskurs“, der die „gesellschaftlichen Praktiken von Männern und Frauen in ihren alltäglichen Interaktionen miteinander organisier(-t) und regulier(-t)“ und soziale Herrschaft stabilisiert.

## Geschichtsvergessenheit der Postmoderne
Hinsichtlich der Postmoderne nimmt Hall eine ambivalente Haltung ein. Positionen wie derjenigen Jean Baudrillards, welchem er zurechnet „wir befänden uns am Ende aller Praxen der Repräsentation und Bedeutungsgebung“, kann er sich nicht anschließen. „Gerade der Begriff ›Postmoderne‹ entlässt einen aus der Notwendigkeit zu erkennen, was neu ist, und zu versuchen, historisch zu begreifen, wie es produziert wurde. Die Postmoderne versucht die Vergangenheit zu versiegeln, indem sie sagt, die Geschichte ist zu Ende, deshalb müssen wir nicht mehr zu ihr zurück. Es gibt nur die Gegenwart und alles was wir tun können ist, in sie einzutauchen.“
Neben dieser Kritik an Baudrillard vermisst er bei Michel Foucault, den er ansonsten großteils positiv rezipiert, dass die ideologische Dimension im Diskursiven keine Berechtigung findet. Ohne diese Begriffe der Repräsentation, Bedeutungsgebung oder Ideologie würde sich Hall nicht im Stande sehen, Gesellschaften und ihre sozialen Praxen angemessen zu verstehen.
Heute könne man nur eine „Bedeutungsanalyse ohne den Trost eines endgültigen Abschlusses durchführen, mehr auf der Basis eines semantischen Überfalls. Man muss die Fragmente finden, ihren Zusammenhang entziffern und sehen, wie man einen chirurgischen Schnitt anbringen kann, wie man die Mittel und Instrumente kultureller Produktionen anordnen und neu ordnen kann. Das begründet die neue Ära. Aber obgleich diese die eine wahre Bedeutung in Teile zersplittert und einen in das Universum einer endlosen Pluralität von Kodes versetzt, zerstört es nicht den Prozess des Kodierens, der immer beinhaltet, einen willkürlichen Abschluss aufzuzwingen. Es bereichert diesen Prozess sogar, denn wir verstehen Sinn oder Bedeutung nicht mehr als natürlichen, sondern als einen willkürlichen Akt – als die Intervention der Ideologie in die Sprache.“

## Seiner Zeit voraus: Analyse des Thatcherismus
In einem Artikel in der Zeitschrift Marxism Today prägte Hall im Januar 1979 – bereits vier Monate vor Margaret Thatchers Amtsantritt als Premierministerin – den Begriff Thatcherismus. Damit war er einer der Ersten, die mit dem Amtsantritt eine neue Epoche der Politik in Großbritannien erahnten. In der Linken sahen zu dieser Zeit viele Thatcher wenig mehr als eine „schrille Hausfrau“. Stuart Hall sah die Wurzel des Thatcherismus in der Enttäuschung großer Teile der Arbeiterklasse, unter anderem über die Bürokratie im Staat und die mangelnden alternativen gesellschaftlichen Visionen der Gewerkschaften. Thatcherismus, so Hall, habe die Konturen des öffentlichen Denkens verändert, indem er mit grundsätzlich als eher unpolitisch angesehenen Fragen wie Kultur und Moral die Bevölkerung angesprochen habe. Hall sah die Premierministerin als „historische Persönlichkeit“ im Sinne Hegels, deren Politik weit größere gesellschaftliche Einflüsse repräsentiere. Hall empfahl der Linken auf der kulturellen Ebene, mit neuen sozialen Bewegungen aus dem Bereich des Multikulturalismus, der Lesben- und Schwulenbewegung und der Umweltbewegung zusammenzuarbeiten.

## Letzte Positionen
Für Hall war das Leben mit Differenz „‚das‘ Problem des einundzwanzigsten Jahrhunderts“ und die diskursive Artikulation von Abgrenzungen und Gemeinsamkeiten das zentrale Feld der Politik. Vor allem die ´weiße Identität´ in den westlichen Industriestaaten werde durch die Einwanderungen aus dem globalen Süden destabilisiert. Die im Kampf um eine weiße Hegemonie wichtigsten ideologischen Konstrukte seien daher 'Rasse', Ethnie und Nation.
Rasse
Der 'Rasse'-Diskurs verteile soziale Ressourcen und Lebenschancen, indem er auf verschiedene Weisen die Gesellschaft spaltet und versucht, „jede Identität in dem ihr jeweils zugewiesenen Habitat zu fixieren.“ Die Zuschreibung von biologischen Ursachen für prekäre oder privilegierte Lebensverhältnisse werde mit offensichtlichen körperlichen Differenzen in Hautfarbe, Statur und Haarwuchs legitimiert. Diese offensichtlichen Unterschiede gelten als Beleg für etwas Bedeutsames, als Beweis der Existenz von 'Rassen'. Diese Einschreibung des Andersseins in den Körper, diese „Epidermisierung“ der Differenz sei durch die gegenteiligen Ergebnisse der Biowissenschaften nur schwer zurückzudrängen.
Ethnie
Unter „Ethnie“ versteht Hall allgemein eine bestimmte Art von Differenz bzw. Übereinstimmung (gemeinsame Sprachen, Traditionen, religiöse Überzeugungen, Sitten, Rituale), durch die sich dann Minderheiten seit den 1970er Jahren selbstbewusst von der Mehrheitsgesellschaft und von anderen Ethnien abgrenzten. Durch eine Vielfalt von symbolischen Praxen in Kleidung, Musik und Tanz, Sprache, Kunst usw. werde eine ethnische Identität innerhalb dieser Gruppen und zwischen ihnen und anderen Teilen der Gesellschaft dynamisch verhandelt. Hall erwartete eine wachsende „Hybridisierung“, eine Vermischung von Kulturen anstelle einer Homogenisierung kultureller Formen.
Nation
Die sozial-historische Entwicklung zu Nationalstaaten habe immer schon eine kulturelle Seite gehabt, in der durch eine mehr oder weniger kohärente Erzählung eine imaginäre Gemeinschaft, die nationale Identität diskursiv geformt wurde. Diese werde durch den transnationalen Kapitalismus, die Schwächung des Nationalstaates durch die Privatisierung seiner Vorsorgeinstitutionen und die Migration von Ethnien aus der globalen Peripherie in die Zentralen unterlaufen. Das destabilisiere auch die bisher dominierende ´weiße Identität´, die sich mit neuem Nationalismus und Rassismus gegen eine Änderung der bisherigen Artikulation wehrt. Aber die ethnische Hybridisierung auch der nationalen Kulturen, ihre diskursive Veränderung und die Implantierung auch progressiver Elemente werde auch den weißen, rassistischen Nationalismus in Frage stellen.

## Rezeption
Hall galt als Vorläufer des Postkolonialismus und der „Subaltern Studies“, als deren Vertreter unter anderen Kwame Anthony Appiah, Rey Chow, Henry Louis Gates Jr., Paul Gilroy, Kobena Mercer, Edward Said und Gayatri Spivak gelten.
Im Jahr 2007 wurde im Rivington Place in London die Stuart Hall Library vom Institute of International Visual Art eingerichtet.

## Werke (Auswahl)
Aufsätze aus der Reihe Ausgewählte Schriften 1 bis 5 (Hamburg, Argument Verlag):
- Ideologie, Kultur, Rassismus. Ausgewählte Schriften 1
  - Das ‚Politische‘ und das ‚Ökonomische‘ in der Marxschen Klassentheorie
  - Gramscis Erneuerung des Marxismus und ihre Bedeutung für die Erforschung von ‚Rasse‘ und Ethnizität
  - Massenkultur und Staat
  - Die strukturierte Vermittlung von Ereignissen
  - Die Konstruktion von ‚Rasse‘ in den Medien
  - Der Thatcherismus und die Theoretiker
  - Neuorientierung der Linken
  - Der Staat – der alte Verwalter des Sozialismus
- Rassismus und kulturelle Identität. Ausgewählte Schriften 2
  - Neue Ethnizitäten
  - Kulturelle Identität und Diaspora
  - Das Lokale und das Globale: Globalisierung und Ethnizität
  - Alte und neue Identitäten, alte und neue Ethnizitäten
  - ‚Rasse‘, Artikulation und Gesellschaften mit struktureller Dominante
  - Der Westen und der Rest: Diskurs und Macht
  - Die Frage der kulturellen Identität
- Cultural Studies. Ein politisches Theorieprojekt. Ausgewählte Schriften 3
  - Die Formierung eines Diaspora-Intellektuellen
  - Das theoretische Vermächtnis der Cultural Studies
  - Postmoderne und Artikulation
  - Die Bedeutung der Neuen Zeiten
  - Was ist ‚schwarz‘ an der popularen schwarzen Kultur?
  - Für Allon White. Metaphern der Transformation
  - Cultural Studies und die Politik der Internationalisierung
- Ideologie, Identität, Repräsentation. Ausgewählte Schriften 4
  - Ideologie und Ökonomie. Marxismus ohne Gewähr
  - Bedeutung, Repräsentation, Ideologie. Althusser und die poststrukturalistischen Debatten
  - Kodieren/Dekodieren
  - Das Spektakel des ‚Anderen‘
  - Wer braucht ‚Identität‘?
  - Die Frage des Multikulturalismus
- Populismus, Hegemonie, Globalisierung. Ausgewählte Schriften 5
  - Der strittige Staat
  - Die Entstehung des repräsentativen/interventionistischen Staates, 1880er-1920er Jahre
  - Nicos Poulantzas: Staatstheorie
  - Popular-demokratischer oder autoritärer Populismus
  - Die Bedeutung des autoritären Populismus für den Thatcherismus
  - New Labours doppelte Kehrtwende
  - Bewegung ohne Ziel - The great moving nowhere show
  - »Die soziale Frage soll nicht gestellt werden«. Ein Interview
  - Die Stadt zwischen kosmopolitischen Versprechungen und multikulturellen Realitäten
  - »Jeder muss ein bisschen aussehen wie ein Amerikaner« Über die Bedeutung des Kulturellen fürs Verstehen der Gesellschaft. Stuart Hall und Bill Schwarz im Gespräch
  - Zur Deutung der Krise. Stuart Hall und Doreen Massey erörtern Ansätze zum Verständnis der gegenwärtigen Krise
  - Eine permanente neoliberale Revolution?
- Die Schriften sind zudem erschienen in: Schriften in 2 Bänden, Hamburg 2021, ISBN 978-3 86754-104-6.

Außerdem ins Deutsche übersetzt:
- Cultural Studies: two paradigms, Media, Reihe Culture and Society. Januar 1980, Sage 2 (1): S. 57–72
  - deutsch: Die zwei Paradigmen der Cultural Studies. In: Karl Hörnig/Rainer Winter (Hrsg.): Widerspenstige Kulturen. Cultural Studies als Herausforderung. Suhrkamp 1999, S. 13–42.
- Kulturelle Identität und Globalisierung. Karl Hörnig/Rainer Winter (Hrsg.): Widerspenstige Kulturen. Cultural Studies als Herausforderung. Suhrkamp 1999, S. 393–441.
- Ethnizität: Identität und Differenz. In: Jan Engelmann (Hrsg.): Die kleinen Unterschiede. Der Cultural Studies-Reader. Campus 1999, S. 83–98.
- Die Zentralität von Kultur. Anmerkungen über die kulturelle Revolution unserer Zeit. In: Andreas Hepp/Martin Löffelholz (Hrsg.): Grundlagentexte zur transkulturellen Kommunikation. UTB 2002, S. 95–117.
- Wann gab es ‚das Postkoloniale‘? Denken an der Grenze. In: Sebastian Conrad (Hrsg.): Jenseits des Eurozentrismus. Postkoloniale Perspektiven in der Geschichts- und Kulturwissenschaft. Campus 2002, S. 219–246.
- Wann war ‚der Postkolonialismus‘? Denken an der Grenze. In: Elisabeth Bronfen (Hrsg.): Hybride Kulturen: Beiträge zur anglo-amerikanischen Multikulturalismusdebatte. Stauffenberg 1997, S. 219–246.
- Das verhängnisvolle Dreieck. Rasse, Ethnie, Nation, Berlin 2018 (The Fateful Triangle. Race, Ethnicity, Nation, 2017), ISBN 978-3-518-58725-6.

Auf Englisch
- The Great Moving Right Show. In: Marxism Today, Jänner 1979, S. 14–20.
- Notes on deconstructing ‚the popular‘. In: Samuel, Raphael (Hrsg.): People’s history and socialist theory. Routledge 1981, S. 227–240.
- In defence of theory. Samuel, Raphael (Hrsg.): People’s history and socialist theory. Routledge 1981, S. 378–385.
- The Hard Road to Renewal: Thatcherism and the Crisis of the Left. Verso 1988
- The Work of Representation. In: Stuart Hall u. a. (Hrsg.): Representation. Cultural Representations and Signifying Practices. Sage 1997, S. 15–61.
- Selected Writings on Marxism, hrsg., eingeleitet und kommentiert v. Gregor McLennan, Duke University Press, Durham 2021.
- Selected Writings on Race and Difference, hrsg. v. Paul Gilroy und Ruth Wilson Gilmore, Duke University Press, Durham 2021.

Als Herausgeber
- Stuart Hall/Paddy Whannel (Hrsg.): The popular arts. Pantheon 1965.
- Stuart Hall/Tony Jefferson (Hrsg.): Resistance through Rituals. Routledge 1975.
- Stuart Hall u. a. (Hrsg.): Policing the Crisis. Mugging, The State, and Law and Order. The Macmillan Press 1979.
- Stuart Hall/Martin Jacques (Hrsg.): New times: the changing face of politics in the 1990s. Verso 1989.
- Stuart Hall u. a. (Hrsg.): Representation. Cultural Representations and Signifying Practices. Sage 1997.

Interviews, Biographisches, Autobiographie
- James Hay: Interview with Stuart Hall, June 12, 2012. In: Communication and Critical/Cultural Studies, Vol. 10 (2013), S. 10–33.
- Colin MacCabe: An Interview with Stuart Hall, December 2007. In: Critical Quarterly, Vol. 50 (2008), S. 12–42.
- Bill Schwarz: Living with difference. Stuart Hall in conversation with Bill Schwarz. In: Soundings, Vol. 37 (2007), S. 148–158.

Eine umfassende Bibliographie von Halls englischsprachigen Werken bis 1994 findet sich bei:
- Juha Koivisto: Stuart Hall – Bibliographie seiner Schriften. In: Ausgewählte Schriften 2 (siehe oben), S. 223–234.
- Stuart Hall (mit Bill Schwarz): Familiar Stranger. A Life between Two Islands. Duke University Press 2017. – ausgezeichnet mit einem Bread and Roses Award 2018
  - deutsche Ausgabe: Vertrauter Fremder – Ein Leben zwischen zwei Inseln. Argument Verlag, Hamburg 2020, ISBN 978-3-86754-109-1.[53]

## Sekundärliteratur
Monographien und Sammelbände
- Maria Backhouse/Stefan Kalmring/Andreas Nowak (Hrsg.): In Hörweite von Stuart Hall. Gesellschaftskritik ohne Gewähr, Argument Verlag, Hamburg 2017, ISBN 978-3-86754-317-0.
- Dagmar Brunow: Stuart Hall. Aktivismus, Pop und Politik. Ventil 2015.
- Helen Davis: Understanding Stuart Hall. Sage 2004.
- Paul Gilroy (Hrsg.): Without guarantees: In Honour of Stuart Hall. Verso 2000.
- Sauli Havu, Juha Koivisto: Stuart Hall und die Cultural Studies zur Einführung. Junius, Hamburg 2024, ISBN 978-3-96060-343-6.
- Oliver Marchart: Cultural Studies. UTB 2008. (Implizite Auseinandersetzung mit Stuart Hall).
- Brian Meeks (Hrsg.): Culture, politics, race and diaspora: the thought of Stuart Hall. Ian Randle 2007.
- David Morley/Kuan-Hsing Chen (Hrsg.): Stuart Hall. Critical Dialogues in cultural studies. Routledge 1996.
- James Procter: Stuart Hall. Routledge 2004.
- Chris Rojek: Stuart Hall. Polity 2003.
- Linda Supik: Dezentrierte Positionierung. Stuart Halls Konzept der Identitätspolitiken. Transcript 2005.

Artikel
- Ljubomir Bratić: Ort des Widerstands. Stuart Halls politisches Theorieprojekt. In: Polylog Nr. 6 (2000), S. 76–78.
- Joshua Dittrich: Stuart Hall and ‚Race‘. In: Journal of Contemporary European Studies, Vol. 20 (2012), S. 230–232.
- Marc Drobot: Stuart Halls ›Theorie der Artikulation‹. Eine Rahmenmethodologie für die Protest- und Bewegungsforschung. In: Judith Vey/Johanna Leinius/Ingmar Hagemann (Hrsg.): Handbuch Poststrukturalistische Perspektiven auf soziale Bewegungen Ansätze, Methoden und Forschungspraxis. Transcript 2019, S. 230–248. Open Access: https://www.transcript-verlag.de/media/pdf/30/bf/83/oa9783839448793.pdf.
- Friedrich Krotz: Stuart Hall: Encoding/Decoding und Identität. In: Hepp Andreas/Friedrich Krotz: Schlüsselwerke der Cultural Studies. Springer 2009, S. 210–223.
- Bill Schwarz: Stuart Hall. In: Cultural Studies, Vol. 19 (2005), S. 176–202.
- Rainer Winter: Die Differenz leben. Stuart Hall ‚Der Westen und der Rest‘ und ‚Wann war der Postkolonialismus‘. In: Julia Reuter, Alexandrea Karentzos (Hrsg.): Schlüsselwerke der Postcolonial Studies. Springer VS 2012, S. 131–141.
- Rainer Winter: Stuart Hall: Die Erfindung der Cultural Studies. In: Stephan Moebius, Dirk Quadflieg (Hrsg.): Kultur. Theorien der Gegenwart. Springer 2011, S. 469–481.